# Víctor Manuel Gimeno i Sanz
Víctor Manuel Gimeno i Sanz (la Sénia, Montsià, 11 de gener de 1951) és un polític català.

## Biografia
Es graduà com a mestre a l'Escola Normal de Castelló de la Plana, com a enginyer tècnic agrícola a l'Escola d'Enginyeria Tècnica Agrícola de Barcelona i es llicencià en biologia a la Universitat de Barcelona.
Treballà com a professor i director del Centre Municipal de Formació Professional La Sénia (1978-1984), i realitzà alguns estudis per al Ministeri d'Agricultura d'Espanya. Militant del PSUC des de 1975, d'Unió de Pagesos i de CCOO, fou escollit alcalde de la Sénia a les eleccions municipals de 1979 i 1983. Fou elegit diputat per la circumscripció de Tarragona a les eleccions al Parlament de Catalunya de 1988, 1992 i 1995 a les llistes d'Iniciativa per Catalunya, coalició amb la qual fou candidat al Senat a les eleccions generals espanyoles de 1989. Ha estat resident de la Comissió d'Estudi de la Revisió i l'Aplicació del Pla de Seguretat de les Químiques de Tarragona al Parlament de Catalunya de 1992 a 1995. També ha estat conseller comarcal del Montsià i ha treballat durant un any com a cooperant a Nicaragua. Actualment forma part del comitè central del PSUC.